# Bees de Salt Lake
Les Bees de Salt Lake (en anglais : Salt Lake Bees) sont une équipe de ligue mineure de baseball basée à Salt Lake City dans l'Utah. Affiliés depuis 2001 à la formation de MLB des Angels de Los Angeles, les Bees jouent au niveau Triple-A en Pacific Coast League depuis 2022.

## Histoire
Il exista trois franchises du nom des Bees de Salt Lake avant l'émergence de cette franchise en 1994. La première version des Bees de Salt Lake évolua en PCL de 1915 à 1925 sans gagner le titre. La deuxième version des Bees de Salt Lake joua en PCL de 1958 à 1965 et remporta le championnat en 1959. La troisième version des Bees de Salt Lake joua en PCL de 1970 à 1982 et remporta deux titres en 1971 et 1979.
L'actuelle franchise de Salt Lake City est créée en 1994 sous le nom de Buzz de Salt Lake. À cette époque, équipe affiliée aux Twins du Minnesota, elle sert de support au film Back to the Minors, troisième opus de la série Major League. Elle prend ensuite le nom des Stingers de Salt Lake de 2002 à 2005 avant d'adopter son nom actuel à partir de 2006.

### Logo

Le Buzz de Salt Lake De 1994 à 2000.
Les Stingers de Salt Lake De 2001 à 2005.

Les Bees de Salt Lake
De 2006 à 2014.
De 2015 à 2024.
Depuis 2025

## Bilan sportif

### Palmarès
- Finaliste de la Pacific Coast League (AAA) : 1995, 2000, 2002

### Bilan saison par saison
| Saison                                   | Ligue                                            | Saison régulière                                 | Saison régulière                                 | Saison régulière                                 | Saison régulière                                 | Saison régulière                                 | Saison régulière                                 | Saison régulière                                 | Saison régulière                                 | Séries éliminatoires                             | Séries éliminatoires                             | Séries éliminatoires                             | Séries éliminatoires                             | Séries éliminatoires                             |
| Saison                                   | Ligue                                            | Conférence                                       | Division                                         | Position                                         | Matches                                          | Victoires                                        | Défaites                                         | %                                                | Moy. spect.                                      | Matches                                          | Victoires                                        | Défaites                                         | %                                                | Résultats                                        |
| ---------------------------------------- | ------------------------------------------------ | ------------------------------------------------ | ------------------------------------------------ | ------------------------------------------------ | ------------------------------------------------ | ------------------------------------------------ | ------------------------------------------------ | ------------------------------------------------ | ------------------------------------------------ | ------------------------------------------------ | ------------------------------------------------ | ------------------------------------------------ | ------------------------------------------------ | ------------------------------------------------ |
| Buzz de Salt Lake                        |                                                  |                                                  |                                                  |                                                  |                                                  |                                                  |                                                  |                                                  |                                                  |                                                  |                                                  |                                                  |                                                  |                                                  |
| 1994                                     | PCL                                              | -                                                | Nord                                             | 2e                                               | 144                                              | 74                                               | 70                                               | .514                                             | 10 189                                           | 5                                                | 2                                                | 3                                                | .400                                             | Demi-finaliste                                   |
| 1995                                     | PCL                                              | -                                                | Nord                                             | 2e                                               | 144                                              | 79                                               | 65                                               | .549                                             | 9 512                                            | 9                                                | 5                                                | 4                                                | .556                                             | Finaliste                                        |
| 1996                                     | PCL                                              | -                                                | Nord                                             | 2e                                               | 144                                              | 78                                               | 66                                               | .542                                             | 8 747                                            | 4                                                | 1                                                | 3                                                | .250                                             | Demi-finaliste                                   |
| 1997                                     | PCL                                              | -                                                | Nord                                             | 4e                                               | 143                                              | 72                                               | 71                                               | .503                                             | 8 259                                            | -                                                | -                                                | -                                                | -                                                | -                                                |
| 1998                                     | PCL                                              | Pacifique                                        | Sud                                              | 2e                                               | 143                                              | 79                                               | 64                                               | .552                                             | 8 158                                            | -                                                | -                                                | -                                                | -                                                | -                                                |
| 1999                                     | PCL                                              | Pacifique                                        | Sud                                              | 1er                                              | 141                                              | 73                                               | 68                                               | .518                                             | 8 025                                            | 5                                                | 2                                                | 3                                                | .400                                             | Demi-finaliste                                   |
| 2000                                     | PCL                                              | Pacifique                                        | Nord                                             | 1er                                              | 143                                              | 90                                               | 53                                               | .629                                             | 7 203                                            | 9                                                | 4                                                | 5                                                | .444                                             | Finaliste                                        |
| Stingers de Salt Lake                    |                                                  |                                                  |                                                  |                                                  |                                                  |                                                  |                                                  |                                                  |                                                  |                                                  |                                                  |                                                  |                                                  |                                                  |
| 2001                                     | PCL                                              | Américaine                                       | Centre                                           | 2e                                               | 143                                              | 79                                               | 64                                               | .552                                             | 6 629                                            | -                                                | -                                                | -                                                | -                                                | -                                                |
| 2002                                     | PCL                                              | Américaine                                       | Centre                                           | 1er                                              | 144                                              | 78                                               | 66                                               | .542                                             | 6 583                                            | 7                                                | 4                                                | 3                                                | .571                                             | Finaliste                                        |
| 2003                                     | PCL                                              | Pacifique                                        | Nord                                             | 3e                                               | 143                                              | 68                                               | 75                                               | .476                                             | 6 980                                            | -                                                | -                                                | -                                                | -                                                | -                                                |
| 2004                                     | PCL                                              | Pacifique                                        | Nord                                             | 4e                                               | 144                                              | 56                                               | 88                                               | .389                                             | 6 495                                            | -                                                | -                                                | -                                                | -                                                | -                                                |
| 2005                                     | PCL                                              | Pacifique                                        | Nord                                             | 2e                                               | 144                                              | 79                                               | 65                                               | .549                                             | 6 839                                            | -                                                | -                                                | -                                                | -                                                | -                                                |
| Bees de Salt Lake                        |                                                  |                                                  |                                                  |                                                  |                                                  |                                                  |                                                  |                                                  |                                                  |                                                  |                                                  |                                                  |                                                  |                                                  |
| 2006                                     | PCL                                              | Pacifique                                        | Nord                                             | 1er                                              | 144                                              | 81                                               | 63                                               | .563                                             | 6 650                                            | 4                                                | 1                                                | 3                                                | .250                                             | Demi-finaliste                                   |
| 2007                                     | PCL                                              | Pacifique                                        | Nord                                             | 1er                                              | 143                                              | 74                                               | 69                                               | .517                                             | 6 565                                            | 5                                                | 2                                                | 3                                                | .400                                             | Demi-finaliste                                   |
| 2008                                     | PCL                                              | Pacifique                                        | Nord                                             | 1er                                              | 143                                              | 83                                               | 60                                               | .580                                             | 7 053                                            | 4                                                | 1                                                | 3                                                | .250                                             | Demi-finaliste                                   |
| 2009                                     | PCL                                              | Pacifique                                        | Nord                                             | 3e                                               | 143                                              | 72                                               | 71                                               | .503                                             | 7 240                                            | -                                                | -                                                | -                                                | -                                                | -                                                |
| 2010                                     | PCL                                              | Pacifique                                        | Nord                                             | 2e                                               | 144                                              | 73                                               | 71                                               | .507                                             | 7 293                                            | -                                                | -                                                | -                                                | -                                                | -                                                |
| 2011                                     | PCL                                              | Pacifique                                        | Nord                                             | 4e                                               | 144                                              | 62                                               | 82                                               | .431                                             | 6 438                                            | -                                                | -                                                | -                                                | -                                                | -                                                |
| 2012                                     | PCL                                              | Pacifique                                        | Nord                                             | 3e                                               | 144                                              | 73                                               | 71                                               | .507                                             | 7 162                                            | -                                                | -                                                | -                                                | -                                                | -                                                |
| 2013                                     | PCL                                              | Pacifique                                        | Nord                                             | 1er                                              | 144                                              | 78                                               | 66                                               | .542                                             | 7 482                                            | 8                                                | 4                                                | 4                                                | .500                                             | Finaliste                                        |
| 2014                                     | PCL                                              | Pacifique                                        | Sud                                              | 4e                                               | 144                                              | 60                                               | 84                                               | .417                                             | 6 722                                            | -                                                | -                                                | -                                                | -                                                | -                                                |
| 2015                                     | PCL                                              | Pacifique                                        | Sud                                              | 4e                                               | 144                                              | 58                                               | 86                                               | .403                                             | 6 823                                            | -                                                | -                                                | -                                                | -                                                | -                                                |
| 2016                                     | PCL                                              | Pacifique                                        | Sud                                              | 4e                                               | 142                                              | 63                                               | 79                                               | .444                                             | 7 195                                            | -                                                | -                                                | -                                                | -                                                | -                                                |
| 2017                                     | PCL                                              | Pacifique                                        | Sud                                              | 2e                                               | 142                                              | 72                                               | 70                                               | .514                                             | 6 903                                            | -                                                | -                                                | -                                                | -                                                | -                                                |
| 2018                                     | PCL                                              | Pacifique                                        | Sud                                              | 2e                                               | 139                                              | 71                                               | 68                                               | .511                                             | 6 921                                            | -                                                | -                                                | -                                                | -                                                | -                                                |
| 2019                                     | PCL                                              | Pacifique                                        | Sud                                              | 3e                                               | 139                                              | 60                                               | 79                                               | .432                                             | 6 671                                            | -                                                | -                                                | -                                                | -                                                | -                                                |
| 2020                                     | Saison annulé à cause de la pandémie de Covid-19 | Saison annulé à cause de la pandémie de Covid-19 | Saison annulé à cause de la pandémie de Covid-19 | Saison annulé à cause de la pandémie de Covid-19 | Saison annulé à cause de la pandémie de Covid-19 | Saison annulé à cause de la pandémie de Covid-19 | Saison annulé à cause de la pandémie de Covid-19 | Saison annulé à cause de la pandémie de Covid-19 | Saison annulé à cause de la pandémie de Covid-19 | Saison annulé à cause de la pandémie de Covid-19 | Saison annulé à cause de la pandémie de Covid-19 | Saison annulé à cause de la pandémie de Covid-19 | Saison annulé à cause de la pandémie de Covid-19 | Saison annulé à cause de la pandémie de Covid-19 |
| 2021                                     | AAAW                                             | -                                                | Ouest                                            | 5e                                               | 119                                              | 49                                               | 70                                               | .412                                             | 4 847                                            | 10                                               | 6                                                | 4                                                | .600                                             |                                                  |
| 2022                                     | PCL                                              | -                                                | Ouest                                            | 4e                                               | 150                                              | 70                                               | 80                                               | .467                                             | 5 795                                            | -                                                | -                                                | -                                                | -                                                | -                                                |
| Bilan en saison régulière (fin 2022)     | Bilan en saison régulière (fin 2022)             | Bilan en saison régulière (fin 2022)             | Bilan en saison régulière (fin 2022)             | Bilan en saison régulière (fin 2022)             | 3 720                                            | 2005                                             | 1 984                                            | .503                                             |                                                  |                                                  |                                                  |                                                  |                                                  |                                                  |
| Bilan en Séries éliminatoires (fin 2022) | Bilan en Séries éliminatoires (fin 2022)         | Bilan en Séries éliminatoires (fin 2022)         | Bilan en Séries éliminatoires (fin 2022)         | Bilan en Séries éliminatoires (fin 2022)         | Bilan en Séries éliminatoires (fin 2022)         | Bilan en Séries éliminatoires (fin 2022)         | Bilan en Séries éliminatoires (fin 2022)         | Bilan en Séries éliminatoires (fin 2022)         | Bilan en Séries éliminatoires (fin 2022)         | 70                                               | 32                                               | 38                                               | .457                                             | -                                                |

## Joueurs et personnalités du club

### Managers
Le tableau suivant présente la liste des managers du club depuis 1994.
| # | Entraîneur      | Période   | Saison régulière | Saison régulière | Saison régulière | Saison régulière | Playoffs | Playoffs | Playoffs | Playoffs | Récompenses |
| # | Entraîneur      | Période   | M                | V                | D                | %                | M        | V        | D        | %        | Récompenses |
| - | --------------- | --------- | ---------------- | ---------------- | ---------------- | ---------------- | -------- | -------- | -------- | -------- | ----------- |
| 1 | Garry Templeton | 1994      | 144              | 74               | 70               | .529             | 5        | 2        | 3        | .400     | -           |
| 2 | Phil Roof       | 1995-2000 | 858              | 471              | 387              | .549             | 27       | 12       | 15       | .444     | -           |
| 3 | Garry Templeton | 2001      | 143              | 79               | 64               | .552             | -        | -        | -        | -        | -           |
| 4 | Mike Brumley    | 2002-2004 | 431              | 202              | 229              | .469             | 7        | 4        | 3        | .571     | -           |
| 5 | Dino Ebel       | 2005      | 144              | 79               | 65               | .549             | -        | -        | -        | -        | -           |
| 6 | Brian Harper    | 2006-2007 | 287              | 155              | 132              | .540             | 9        | 3        | 6        | .333     | -           |
| 7 | Bobby Mitchell  | 2008-2010 | 430              | 228              | 202              | .530             | 4        | 1        | 3        | .250     | -           |
| 8 | Keith Johnson   | 2011-2018 | 999              | 479              | 520              | .479             | 8        | 4        | 4        | .500     | -           |
| 9 | Lou Marson      | 2019-     | 139              | 60               | 79               | .432             | -        | -        | -        | -        | -           |

### Joueurs notables
- Nick Adenhart (2008)
- Erick Aybar (2006, 2007, 2011, 2013)
- Chone Figgins (2001-2002, 2003, 2007, 2008)
- LaTroy Hawkins (1994, 1995, 1996, 1997, 2012)
- Torii Hunter (1998)
- Howie Kendrick (2006, 2007, 2008, 2009)
- John Lackey (2001, 2002, 2009)
- Tim Lincecum (2016)
- José Molina (2001, 2002)
- Kendrys Morales (2006, 2007, 2008)
- David Ortiz (1997, 1998, 1999)
- Mike Trout (2012)
- Joe Saunders (2005, 2006, 2007)
- Jered Weaver (2006)
- Dontrelle Willis (2013)

## Stades
- 1994- : Smith's Ballpark (anciennement appelé Franklin Quest Field (1994-1997), Franklin Covey Field (1997-2009) et Spring Mobile Ballpark (2009-2014)) à Salt Lake City, Utah (14 511 places).